# مینتو، انتاریو
مینتو، انتاریو (به انگلیسی: Minto, Ontario) یک منطقهٔ مسکونی در کانادا است که در شهرستان ولینگتون، انتاریو واقع شده‌است. مینتو ۸٬۳۳۴ نفر جمعیت دارد و ۳۳۴ متر بالاتر از سطح دریا واقع شده‌است.